# Вакцинація проти COVID-19 у Перу
Вакцинація проти COVID-19 у Перу — це кампанія масової імунізації населення Перу проти COVID-19 під час пандемії коронавірусної хвороби. Вакцинальна кампанія в країні розпочалася 9 лютого 2021 року, за 3 дні після надходження перших доз вакцини в країну. У посланні до нації глава держави Франсіско Сагасті підтвердив закупівлю 38 мільйонів доз вакцини, з яких один мільйон доз призначений для медичного персоналу.

## Хронологія

### Прибуття перших партій вакцини
7 лютого 2021 року о 19:54 (UTC−5) до аеропорту Хорхе Чавеса прибула партія вакцини Sinopharm із 300 тисяч доз, що надійшли з Китаю. Ця подія проходила за участі президента Франсіско Сагасті. Невдовзі глава держави повідомив, що 14 лютого до країни також прибуде ще одна партія вакцини на 700 тисяч доз. Повідомлялося, що 8 лютого 2021 року тисяча поліцейських охороняли склад Національного центру постачання стратегічних ресурсів охорони здоров'я (акронім іспанською мовою CENARES).

## Перебіг вакцинації
За даними уряду Перу, вакцинація передбачається в 3 етапи.
| Етап | Включені групи осіб |
| ---- | --- |
| 1    | - Персонал сфери охорони здоров'я - Національна поліція - Збройні сили - Генеральний Корпус Добровільних Пожежників - Перуанський Червоний хрест - Serenazgo (охоронний підрозділ) - Персонал Національного інституту цивільної оборони - Студенти, пов'язані із охороною здоров'я - Члени виборчих комісій на виборах 2021 року |
| 2    | - Особи старші 60 років і з хронічними захворюваннями. - Корінне або тубільнее населення - Тюремний персонал |
| 3    | - Особи старші 18 років |

## Громадська думка
Згідно з дослідженням, представленим французькою соціологічною компанією та ринковою дослідницькою компанією IPSOS, сприйняття вакцинації населенням Перу було нижче 50 % до січня 2021 року через середовище недовіри до управління вакцинацією та управління пандемією під час президентства Мартіна Віскарри та Франсіско Сагасті. Станом на лютий 2021 року, період, з якого починається процес вакцинації, дослідження виявило повільне та постійне зростання прийнятності вакцинації проти COVID-19.
| ВаріантМісяць | Я хочу зробити щеплення | Я не хочу робити щеплення | Я вже вакцинувався | Не визначено | Джерело |
| ------------- | ----------------------- | ------------------------- | ------------------ | ------------ | ------- |
| Серпень 2020  | 75 %                    | 22 %                      | 0 %                | 3 %          | [ 7 ]   |
| Грудень 2020  | 57 %                    | 40 %                      | 0 %                | 3 %          | [ 8 ]   |
| Січень 2021   | 48 %                    | 48 %                      | 0 %                | 4 %          | [ 9 ]   |
| Лютий 2021    | 59 %                    | 35 %                      | 0 %                | 6 %          | [ 10 ]  |
| Березень 2021 | 60 %                    | 33 %                      | 0 %                | 7 %          | [ 11 ]  |
| Травень 2021  | 63 %                    | 30 %                      | 4 %                | 3 %          | [ 12 ]  |

## Використання вакцин
| Назва вакцини                                      | Дози | Прогрес                       | Кількість      | Схвалення       | Застосування    | Остання доставка |
| -------------------------------------------------- | ---- | ----------------------------- | -------------- | --------------- | --------------- | ---------------- |
| Sinopharm BIBP                                     | 2    | III фаза клінічних досліджень | 6 мільйонів    | 6 січня 2021    | 7 лютого 2021   | 5 червня 2021    |
| Pfizer–BioNTech                                    | 2    | III фаза клінічних досліджень | 20,5 мільйонів | 9 лютого 2021   | 3 березня 2021  | 1 липня 2021     |
| Pfizer–BioNTech                                    | 2    | III фаза клінічних досліджень | 12 мільйонів   | 6 травня 2021   | 3 березня 2021  | 1 липня 2021     |
| Pfizer–BioNTech                                    | 2    | III фаза клінічних досліджень | 35 мільйонів   | 17 вересня 2021 | 3 березня 2021  | 1 липня 2021     |
| Oxford–AstraZeneca і Pfizer–BioNTech (через COVAX) | 2    | III клінічних досліджень      | 13,2 мільйона  | 18 вересня 2020 | 10 березня 2021 | 3 June 2021      |
| Oxford–AstraZeneca                                 | 2    | III фаза клінічних досліджень | 14 мільйонів   | 6 січня 2021    | ще ні           | Ще ні            |
| Johnson & Johnson                                  | 1    | III фаза клінічних досліджень | В очікуванні   | 8 липня 2021    | ще ні           | Ще ні            |
| Спутник V                                          | 2    | III фаза клінічних досліджень | 20 мільйонів   | 20 липня 2021   | ще ні           | Ще ні            |
| Moderna                                            | 2    | III фаза клінічних досліджень | 20 мільйонів   | 17 вересня 2021 | ще ні           | Ще ні            |

### Доставка вакцин
- Sinopharm BIBP: 7 лютого 2021—300 тисяч доз[15], 13 лютого 2021—700 тисяч доз[29], 2 червня 2021—700 тисяч доз[30], 5 червня 2021—300 тисяч доз[31], 10 липня 2021 — 614400 доз[32], 11 липня 2021 — 385600 доз[33], 1 серпня 2021 — 1 мільйон доз[34], 15 серпня 2021 — 1 мільйон доз[35], 21 серпня 2021 — 614400 доз[36], 22 серпня 2021 — 385600 доз[37], 29 серпня 2021 — 1 мільйон доз[38], 4 вересня 2021 — 2 мільйони доз[39], 10 вересня 2021 — 2862500 доз[40], 11 вересня 2021 — 3342600 доз[41], 12 вересня 2021 — 794900 доз[42]
- Pfizer–BioNTech: 3 березня 2021 — 50 тисяч доз[18], 10 березня 2021—117 тисяч доз через COVAX[24] і ще 50 тисяч доз[43][24], 17 березня 2021 — 50 тисяч доз[44], 24 березня 2021 — 50310 доз[45], 31 березня 2021 — 49140 доз[46], 7 квітня 2021 — 200070 доз[47], 14 квітня 2021 — 200700 доз[48], 21 квітня 2021 — 200700 доз[49], 28 квітня 2021—200 тисяч доз[50], 6 травня 2021—350 тисяч доз[51], 7 травня 2021—350 тисяч доз[52], 13 травня 2021—700 тисяч доз[17], 17 травня 2021—395 тисяч доз[53], 20 травня 2021—395 тисяч доз[54], 24 травня 2021 — 396630 доз[55], 26 травня 2021 — 395460 доз[56], 31 травня 2021 — 251550 доз[57], 3 червня 2021 — 468000 доз і 250380 доз[58], 4 червня 2021 — 242190 доз[59], 10 червня 2021 — 496080 доз[60], 17 червня 2021 — 497250 доз[61], 24 червня 2021 — 497250 доз[62], 29 червня 2021—1002 тисячі (пожертва США)[63], 1 липня 2021 — 497250 доз[64], 7 липня 2021 — 998000 доз[65], 15 липня 2021 — 281970 доз[66], 22 липня 2021 — 886860 доз[67], 26 липня 2021 — 936000 доз[68], 30 липня 2021 — 196560 доз[69], 5 серпня 2021 — 475020 доз[70], 12 серпня 2021 — 569790 доз[71], 20 серпня 2021 — 594360 доз[72], 26 серпня 2021 — 540540 доз[73], 3 вересня 2021 — 662220 доз[74], 6 вересня 2021 — 748800 доз[75], 13 вересня 2021 — 748800 доз[76]
- Oxford-AstraZeneca: 18 квітня 2021—276 тисяч доз (через COVAX)[77], 29 травня — 511200 доз (через COVAX)[78], 4 серпня 2021 — 101760 доз (пожертва Іспанії)[79], 2 вересня 2021 — 35100 доз (пожертва Канади)[80], 8 вересня 2021 — 362400 доз (через COVAX)[81], 13 вересня 2021—336 тисяч доз (пожертва Еквадору)[82], 14 вересня 2021 — 146400 доз (через COVAX)[83]

| Підрахунок доз і статистика | Підрахунок доз і статистика | Підрахунок доз і статистика | Підрахунок доз і статистика | Підрахунок доз і статистика | Підрахунок доз і статистика | Підрахунок доз і статистика | Підрахунок доз і статистика | Підрахунок доз і статистика |
| Назва вакцини               | Кількість                   | Всього                      | % населення                 | % населення                 | Цільове населення           | % населення                 | % населення                 | Населення (оцінка 2020)     |
| Назва вакцини               | Кількість                   | Всього                      | Одна доза                   | Дві дози                    | Цільове населення           | Одна доза                   | Дві дози                    | Населення (оцінка 2020)     |
| --------------------------- | --------------------------- | --------------------------- | --------------------------- | --------------------------- | --------------------------- | --------------------------- | --------------------------- | --------------------------- |
| Sinopharm BIBP              | 16000000                    | 33,761,600                  | 123,92%                     | 61,96%                      | 27,244,203                  | 103,48%                     | 51,74%                      | 32,625,948                  |
| Pfizer-BioNTech             | 15,992,740                  | 33,761,600                  | 123,92%                     | 61,96%                      | 27,244,203                  | 103,48%                     | 51,74%                      | 32,625,948                  |
| Oxford-AstraZeneca          | 1,768,860                   | 33,761,600                  | 123,92%                     | 61,96%                      | 27,244,203                  | 103,48%                     | 51,74%                      | 32,625,948                  |

## Вакцини на стадії досліджень
| Вакцина            | Тип (технологія) | I фаза   | II фаза  | III фаза |
| ------------------ | ---------------- | -------- | -------- | -------- |
| Sinopharm BIBP     | Інактивована     | виконано | виконано | виконано |
| Pfizer–BioNTech    | РНК-вакцина      | виконано | виконано | виконано |
| Oxford–AstraZeneca | Вірусний вектор  | виконано | виконано | виконано |
| Janssen            | Вірусний вектор  | виконано | виконано | триває   |
| CureVac            | РНК-вакцина      | виконано | виконано | триває   |